# Радовищи
Радовищи — река в России, протекает в Орловской области. Левый приток Вытебети.

## География
Река Радовищи берёт начало в берёзово-сосновых лесах у деревни Верховье неподалёку от границы с Калужской областью. Течёт на юго-восток. Устье реки находится в 104 км по левому берегу реки Вытебеть. Длина реки составляет 10 км. На реке расположена одноимённая деревня Радовище.

## Данные водного реестра
По данным государственного водного реестра России относится к Окскому бассейновому округу, водохозяйственный участок реки — Ока от города Белёв до города Калуга, без рек Упа и Угра, речной подбассейн реки — бассейны притоков Оки до впадения Мокши. Речной бассейн реки — Ока.
По данным геоинформационной системы водохозяйственного районирования территории РФ, подготовленной Федеральным агентством водных ресурсов:
- Код водного объекта в государственном водном реестре — 09010100512110000020018
- Код по гидрологической изученности (ГИ) — 110002001
- Код бассейна — 09.01.01.005
- Номер тома по ГИ — 10
- Выпуск по ГИ — 0